# Syrská vlajka

Syrská vlajka</br>Poměr stran: 2:3 – má jiný poměr stran, než původní vlajka z roku 1932

Vlajka Sýrie je (de facto od prosince 2024, de iure od března 2025) tvořena listem o poměru stran 2:3 se třemi vodorovnými pruhy: zeleným, bílým a černým. V bílém pruhu jsou tři červené pěticípé hvězdy.
Vlajka byla používána syrskou opozicí od počátku občanském války v roce 2011. Po pádu režimu prezidenta Asada a převzetí moci přechodnou vládou byla používána jako neoficiální státní vlajka. Oficiálně byla za státní vlajku přijata 13. března 2025, kdy vláda přijala prozatímní ústavní deklaraci.

## Historie

### Osmanská říše
Území dnešní Sýrie bylo osídleno již asi v 7. tisíciletí př. n. l., a patří tak k nejstarším kulturním oblastem ve Středomoří. V období kolem roku 2500 př. n. l. zde existovala civilizace s centrem ve městě Ebla. Poté bylo území na dávné cestě mezi Mezopotámií a Středozemním mořem často pod nadvládou cizích mocností. Postupně se zde vystřídala Chetitská říše, Asýrie, Babylonie, Persie, Arabové, Alexandr Veliký, Římané, Byzantská říše, Fátimovský chalífát, Seldžucká říše a Mamlúcký sultanát. V roce 1516 bylo území připojeno k Osmanské říši, jejíž vlajky byly prvními státními vlajkami vyvěšovanými na území dnešní Sýrie. Do roku 1844 byly vlajky Osmanské říše tvořeny červeným listem s bílým půlměsícem a bílou osmicípou hvězdou. Známa je i varianta se třemi půlměsíci (nejsou obrázky). Roku 1844 byla hvězda změněna na pěticípou.

Vlajka Osmanské říše v Sýrii (1793–1844) Poměr stran: 2:3
Vlajka Osmanské říše v Sýrii (1844–1918) Poměr stran: 2:3

### Po 1. světové válce
Na sklonku I. světové války byla 30. září 1918 Sýrie obsazena hášimovským vojskem z Hidžázu (dnešní Saúdská Arábie). Hidžázskou vlajku tvořily tři vodorovné pruhy (černý, zelený a bílý) a červený klín sahající do třetiny délky listu. Vlajku o poměru stran 2:3 (uváděn je ale i poměr stran 1:2) v panarabských barvách navrhl hidžázský král Husajn ibn Alí al-Hášimí. Dle jiných zdrojů tuto vlajku navrhl pracovník britského ministerstva zahraničí Sir Mark Sykes a král Husajn pouze změnil odstín červeného klínu. Barvy symbolizovaly historicky významné arabské dynastie: černá Abbásovce, zelená Fátimovce, bílá Umajjovce a červená Hášimovce.
Po skončení války obsadila syrské pobřeží Francie, byl zahájen protifrancouzský odboj a 8. března 1920 bylo vyhlášeno Syrské království (nárokující si území Velké Sýrie). Vlajkou zůstala hidžázská vlajka, podle mnohých zdrojů byl ale poměr stran upraven na 1:2 a do červeného klínu přibyla bílá sedmicípá hvězda.
Již 24. července bylo syrské vojsko poraženo, hlavní město Damašek bylo obsazeno francouzským vojskem a král Fajsal I. byl přinucen odejít do Iráku (zajímavostí je, že se stal v letech 1921–1933 i tamním králem). V této souvislosti se začala užívat nová vlajka francouzského mandátního území. Ta byla tvořena světle modrým listem s uprostřed umístěným bílým půlměsícem s cípy směřujícími k vlajícímu okraji. V malém kantonu pak byla umístěna francouzská trikolora.
1. září téhož roku (1920) získala Francie mandát Společnosti národů nad územím Sýrie a Libanonu. Vlajky autonomních států jsou uvedeny níže.
28. června 1922 vznikla Syrská federace. Jejími členy byly autonomní státy Aleppo, Damašek a autonomní Alavitské území. Státní vlajkou se stal list o poměru stran 2:3 se třemi vodorovnými pruhy: zeleným, bílým a zeleným, s francouzskou vlajkou v kantonu (nyní již zabírající 1/4 listu). Koncem roku 1924 federace zanikla a vlajka se stala od 1. ledna 1925 státní vlajkou Syrského státu zahrnující území Aleppa a Damašku. Podle jiných zdrojů se francouzský kanton změnil na menší karé o velikosti 1/6 plochy listu.
14. května 1930 byla, stále pod francouzským mandátem, vyhlášena Syrská republika. Vlajka o poměru stran 1:2 měla tři pruhy: zelený, bílý a černý. Uprostřed bílého pruhu byly tři červené pěticípé hvězdy. Vlajka byly poprvé vztyčena 1. ledna 1932 v Aleppu, oficiálně však byla zavedena až 11. června 1932 a téhož dne poprvé vztyčena v Damašku. Tři hvězdy symbolizovaly administrativní jednotky (vilájety): Damašek, Aleppo a Dajr az-Zór. Následovaly události, které měly vliv na názvy státu či jeho statut:
- 19. července 1939 – změna názvu na Stát Sýrie
- 10. června 1940 – pod koloniální správou vichistické Francie
- 21. června 1941 – obsazena společným britským a francouzským vojskem
- 16. září 1941 – nominální vyhlášení nezávisle Syrské republiky
- 29. září 1941 – zrušen francouzský mandát Společnosti národů
- 1. ledna 1944 – deklarována nezávislost na Francii
- 1945 – pokus Francie o obnovení koloniální závislosti
- 1946 – odchod britských a francouzských vojsk
- 17. dubna 1946 – nezávislost Sýrie de facto

Po celou dobu však byla zachována vlajka z roku 1932.
1. února 1958 vznikla spojením Egypta a Sýrie Sjednocená arabská republika. 22. února byla zavedena vlajka vycházející z egyptské vlajky o poměru stran 2:3 se třemi vodorovnými pruhy: červeným, bílým a černým. Uprostřed bílého pruhu byly umístěny dvě zelené pěticípé hvězdy, symbolizující oba členy federace.
Ve stejné době (8. března 1958 – 26. prosince 1961) existovala (spíše na papíře) i konfederace Sjednocené arabské státy (Egypt, Sýrie a Jemen).

Hidžázská vlajka v Sýrii (1918–1920) Poměr stran: 2:3
Vlajka Syrského království (1920) Poměr stran: 1:2
Vlajka francouzského mandátu Sýrie a Libanonu (1922–1924) Vlajka Syrského státu (1925–1931) Poměr stran: 2:3
Syrská vlajka (1932–1958) Poměr stran: 1:2
Vlajka Sjednocené arabské republiky (1958–1961) Poměr stran: 2:3

### Syrská arabská republika
28. září 1961 byla vyhlášena nezávislá Syrská arabská republika. Po rozpadu federace byly následně znovu přijaty státní symboly z roku 1932.
8. března 1963 byla po převratu strany Baas zavedena nová vlajka. Vlajka měla znovu, podle egyptského vzoru, tři vodorovné pruhy: červený, bílý a černý. Uprostřed bílého pruhu byly umístěny tři zelené pěticípé hvězdy, které symbolizovaly Egypt, Irák a Sýrii. Černá barva symbolizovala statečnost v boji, bílá šlechetnost, černá historická vítězství muslimů a zelená je tradiční barva islámu. K federativnímu spojení sice nedošlo, vlajku si však Sýrie ponechala. Irák užíval tuto vlajku v letech 1963–1991.
2. září 1971 byla ustanovena Federace arabských republik (Egypt, Libye a Sýrie). Od 1. ledna 1972 byla zavedena společná vlajka o poměru stran 2:3, tvořená červenými, bílými a černými vodorovnými pruhy se znakem federace uprostřed. Znakem byl stylizovaný zlatý sokol, heraldicky hledící vlevo. Sokol (symbol kmene Kurajšovců, z něhož pocházel prorok Mohamed) měl na hrudi prázdný žlutý štít, který držel v pařátech stuhu s arabským textem Federace arabských republik. Pod stuhou měla egyptská a libyjská vlajka ještě název svého státu. Na syrské název státu chyběl. Červená barva symbolizovala oběti v boji za svobodu, bílá mír a černá chmurnou koloniální minulost. Sýrie si vlajku ponechala i po rozpadu federace v roce 1977.
Počátkem března roku 1980 zahájil na popud syrského prezidenta Háfize Asada syrský parlament debatu o změně státní vlajky. Důvodem bylo navázání diplomatických vztahů mezi Egyptem a Izraelem (Dohody z Camp Davidu). 30. března 1980 schválilo Lidové shromáždění Syrské arabské republiky staronovou vlajku z let 1958–1961. Je tvořena listem o poměru stran 2:3 se třemi vodorovnými pruhy: červeným, bílým a černým. V bílém pruhu jsou dvě zelené pěticípé hvězdy. Červená barva je symbolem boje a obětí za svobodu, bílá znamená mír, černá chmurnou koloniální minulost. Dvě zelené hvězdy představovaly v době vzniku vlajky (roku 1958) dva členy (Sýrii a Egypt) Sjednocené arabské republiky.
Po vypuknutí občanské války v roce 2011 se symbolem syrské opozice a odporu proti stávající vládě stala tzv. vlajka nezávislosti (anglicky Syrian independence flag), která vychází z vlajky  používané v letech 1932–1958 a 1961–1963, nicméně má odlišný poměr stran. Po pádu baasistického režimu a útěku prezidenta Asada v prosinci 2024 došlo k převzetí moci přechodnou vládou, a bezprostředně poté byla vlajka použita při prvním televizním projevu nového premiéra, na prvním zasedání nové vlády, na budovách syrských velvyslanectví, na školách a rovněž webu, například na Facebookovém profilu syrského parlamentu nebo na stránkách ministerstva dopravy. Vláda autonomní správy severní a východní Sýrie v reakci na pád režimu 12. prosince nařídila vztyčení revoluční vlajky nad všemi orgány, institucemi a zařízeními pod její kontrolou. V lednu 2025 se objevila i v nových školních učebnicích. Formálně byla za státní vlajku přijata 13. března 2025, kdy prozatímní prezident Ahmad Šara podepsal prozatímní ústavní deklaraci.

Syrská vlajka (1961–1963) Poměr stran: 1:2
Syrská vlajka (1963–1972) Irácká vlajka (1963–1991) Poměr stran: 2:3
Syrská vlajka v rámci Sjednocené arabské republiky (1972–1980) Poměr stran: 2:3
Vlajka Baasistické Sýrie (1980–2024) Poměr stran: 2:3
Vlajka Sýrie pod správou přechodné vlády (de facto od prosince  2024, de iure od března 2025) Poměr stran: 2:3

### Vlajky autonomních států za francouzského mandátu
Taktikou správy francouzského mandátu Sýrie a Libanonu bylo rozdělení země, podrobení a upevnění nadvlády.
V roce 1920 vytvořila proto čtyři loutkové, autonomní státy: Velký Libanon, Aleppo, Damašek a Alavitské území.
- 2. září 1920 – Vyhlášení autonomního Alavitského území
- 1. prosince 1920 – Vyhlášení autonomního státu Aleppo a autonomního státu Damašek
- 1. května 1921 – Vyhlášení autonomního území Soueida
- 4. března 1922 – Autonomní území Soueida bylo prohlášeno autonomním státem Soueida
- 28. června 1922 – Autonomní stát Aleppo a autonomní stát Damašek byly začleněny do Syrské federace
- 1. července 1922 – Autonomní Alavitské území bylo začleněno do Syrské federace
- 5. prosince 1924 – Sloučení Aleppa s Damaškem
- 1. ledna 1925 – Aleppo s Damaškem součástí Syrského státu, Alavitské území bylo prohlášeno Alavitským státem (nestalo se však součástí Syrského státu)
- 1927 – Autonomní stát Soueida byl přejmenován na Džebel Drúz
- 22. září 1930 – Alavitský stát byl přejmenován na stát Latakie
- 2. prosince 1936 – Autonomní stát Džebel Drúz se stal součástí Sýrie
- 5. prosince 1936 – Stát Latakie se stal součástí Sýrie

Vlajka státu Aleppo (1920/22–1925) Poměr stran: 2:3
Vlajka Damašku (1920/22–1925) Poměr stran: 2:3
Vlajka Alavitského území/státu (1920–1936) Poměr stran: 2:3
Vlajka Soueidy (1921–1924) Poměr stran: 2:3
Vlajka Soueidy/Džabel Drúz (1924–1936) Poměr stran: 2:3